# Красногорное
Красногорное — село в Чамзинском районе Республики Мордовия. Входит в состав Большеремезенского сельского поселения.

## История
В 1964 г. Указом Президиума ВС РСФСР село Ишаки переименовано в Красногорное.

## Население
| 2002 | 2010 |
| ---- | ---- |
| 65   | ↘63  |